# Paolo Marcello Brignoli
Paolo Marcello Brignoli fue un aracnólogo italiano, nacido el 25 de abril de 1942, en Roma, y fallecido el 8 de julio de 1986 en L'Aquila.
Estudió en la Universidad de Roma, donde se graduó en 1965 su doctorado con una tesis dedicada a las arañas mirmecomorfas. Al año siguiente, en la misma universidad, obtuvo un puesto como profesor asistente y luego, en 1974 , una cátedra. Más tarde le nombraron director del Instituto de Zoología de la Universidad de L'Aquila antes dirigió el departamento de biología y de convertirse, en 1980 , en el decano de la escuela de matemáticas , de física y de historia natural.
Brignoli se dedica al estudio de los arácnidos y, más concretamente las arañas. Crea 23 nuevos géneros y 367 nuevas especies . Ha publicado numerosos artículos sobre la fauna. En 1983 se publicó un suplemento al Katalog der Araneae de Carl Friedrich Roewer (1881-1963), donde enumera 7.000 especies de arañas descubiertas desde 1940 .

## Algunas taxas descritas
- Bryantina Brignoli, 1985 - género de Araneae Pholcidae
- Forsteriola Brignoli, 1981 - género de Anapidae
- Gertschiola Brignoli, 1981 - género de Pholcidae
- Icariella Brignoli, 1979 - género de Linyphiidae
- Metanapis Brignoli, 1981 - género de Anapidae
- Pseudotriaeris Brignoli, 1974 - género de Oonopidae
- Pseudotyphistes Brignoli, 1972 - género de Linyphiidae
- Reo Brignoli, 1979 - género de Mimetidae

## Taxas denominadas en su honor
- Brignolia Dumitrescu & Georgescu, 1983 -  Oonopidae
- Apozomus brignolii Cokendolpher & Reddell, 2000 -  Schizomida
- Carniella brignolii Thaler & Steinberger, 1988 -  Theridiidae
- Colobopterus brignolii Carpaneto, 1973 - Scarabaeidae Aphodiinae
- Cryphoeca brignolii Thaler, 1980 - Hahniidae
- Cryptocellus brignolii Cokendolpher, 2000 - Ricinulea
- Cryptops brignolii Matic 1977 -  Myriapoda Scolopendridae
- Cybaeus brignolii Maurer, 1992 -  Cybaeidae
- Dysdera brignolii Dunin, 1989 -  Dysderidae
- Eukoenenia brignolii Condé, 1979 -  Palpigrada
- Filistata brignolii Alayón, 1981 -  Filistatidae
- Himalcoelotes brignolii Wang, 2002 - Agelenidae
- Lithobius brignolii (Matic, 1970) Lithobiidae
- Micaria brignolii (Bosmans & Blick, 2000) -  Gnaphosidae
- Nesticus brignolii Ott & Arno Antonio Lise, 2002 -  Nesticidae
- Oecetis brignolii Malicky, 1981 - genere di Trichoptera Leptoceridae
- Palliduphantes brignolii (Kratochvíl, 1978) -  Linyphiidae
- Steatoda brignolii Knoflach, 1996 - g Theridiidae
- Stenasellus brignolii Pesce & Argano, 1981 Crustacea Isopoda
- Tetrablemma brignolii Lehtinen, 1981 -Tetrablemmidae

## Algunas publicaciones
- Brignoli P.M., 1967 - Su alcuni Oonopidae delle isole Ponziane. Fragm. ent. vol.4, p.<141-148
- Brignoli P.M., 1968 - Su alcuni Araneidae e Theridiidae di Sicilia (Araneae). Atti Accad. gioenia Sci. nat. (6) vol.20, p. 85-104
- Brignoli P.M., 1970 - Contribution à la connaissance des Symphytognathidae paléarctiques (Arachnida, Araneae). Bull. Mus. natn. Hist. nat. Paris vol.41, p. 1403-1420
- Brignoli P.M., 1971 - Contributo alla conoscenza degli Agelenidae italiani (Araneae). Fragm. ent. vol.8, p.57-142
- Brignoli P.M., 1972 - Ragni di Ceylon I. Missione biospeleologica Aellen-Strinati (1970) (Arachnida, Araneae). Revue suisse Zool. vol.79, p.907-929
- Brignoli P.M., 1973 - Ragni della Melanesia, I. Un nuovo Tetrablemma di Guadalcanal (Isole Salomone) (Araneae Tetrablemmidae). Memorie Soc. ent. ital. vol.52, p. 79-88
- Brignoli P.M., 1976 - Ragni di Grecia IX. Specie nuove o interessanti delle famiglie Leptonetidae, Dysderidae, Pholcidae ed Agelenidae (Araneae). Revue suisse Zool. vol.83, p. 539-578
- Brignoli P.M., 1977 - Spiders from Mexico, III. A new leptonetid from Oaxaca (Araneae, Leptonetidae). Quad. Accad. naz. Lincei vol.171(3), p.213-218
- Brignoli P.M., 1978 - Ragni di Turchia IV. Leptonetidae, Dysderidae ed Agelenidae nuovi o interessanti di grotte della Turchia meridionale (Araneae). Quad. Speleol. Circ. speleol. Rom. vol.3, p. 37-54
- Brignoli P.M., 1979 - Sur quelques Dysderidae de France, d'Espagne et de Tunisie (Araneae). Vie Milieu vol.28-29(C), p.111-116
- Brignoli P.M., 1980 - Some new or interesting eastern Mediterranean Dysderidae and Agelenidae (Araneae). Annls zool. Warsz. vol.35, p.75-82
- Brignoli P.M., 1983 - Ragni d'Italia XXXIV. Le specie descritte da G. Canestrini (Araneae). Atti XIII Congr. naz. Italiano Ent. Sestriere-Torino, pp.561-567
- Brignoli P.M., 1985 - On some generic homonymies in spiders (Araneae). Bull. Br. arachnol. Soc. vol.6, p.380
- Brignoli P.M., 1986 - A new Simonicera (Araneae, Ochyroceratidae) from Guam, Marianas. Boll. Mus. civ. Stor. nat. Verona vol.11, p.345-348

## Abreviatura (zoología)
La abreviatura Brignoli  se emplea para indicar a Paolo Marcello Brignoli como autoridad en la descripción y taxonomía en zoología.